# Liberty (scheepstype)
Liberty-schepen waren vrachtschepen die gedurende de Tweede Wereldoorlog werden gebouwd in de Verenigde Staten volgens een eenvoudig standaardontwerp. Ze konden snel en goedkoop in grote series gebouwd worden en werden het symbool van de industriële militaire massaproductie van de VS gedurende de oorlogsjaren. Ze werden op basis van de Lend-Lease Act geleverd aan het Verenigd Koninkrijk dat grote behoefte had aan scheepsruimte, onder meer ter vervanging van schepen die verloren gingen door aanvallen van Duitse U-boten. Ook werden ze in groten getale aangeschaft voor de Amerikaanse transportvloot. Zestien Amerikaanse scheepswerven bouwden tussen 1941 en 1945 2.751 libertyschepen, verreweg het grootste aantal dat ooit naar één enkel ontwerp gebouwd werd.
De productie van deze schepen gebeurde naar voorbeeld, maar op veel grotere schaal, van de bouw van de zogenoemde Hog Islanders en vergelijkbare gestandaardiseerde typen tijdens de Eerste Wereldoorlog. De enorme inspanning om de libertyschepen te bouwen, het buitengewoon grote aantal dat werd gebouwd, en het feit dat nogal wat van deze schepen veel langer meeging dan de vijf jaar waarvoor ze ontworpen waren heeft ervoor gezorgd dat ze legendarisch zijn geworden en dat er veel studie naar is gedaan.

## De Merchant Marine Act
In 1936 werd de Merchant Marine Act aangenomen. Deze wet had vier belangrijke doelstellingen voor de Amerikaanse koopvaardijvloot, namelijk:
- voldoende schepen beschikbaar om de binnen- en buitenlandse goederenstromen te vervoeren;
- voldoende capaciteit om aan de militaire transportbehoefte te voldoen in tijden van crisis of oorlog;
- de schepen varen onder Amerikaanse vlag dan wel zijn Amerikaans eigendom;
- de schepen zijn modern en veilig, worden gebouwd door Amerikaanse werven en zijn voorzien van voldoende bemanning.

De United States Maritime Commission werd opgericht om de wet uit te voeren. Aanvankelijk betekende dit dat er voldoende overheidsgeld kwam om een jaarlijkse productie van 50 koopvaardijschepen te mogelijk te maken. Deze schepen zouden dan in oorlogstijd gebruikt kunnen worden voor het transport van militaire goederen of andere doeleinden van de Amerikaanse marine. Het aantal werd verdubbeld in 1939 en wederom in 1940 tot 200 schepen per jaar. Er was behoefte aan verschillende scheepstypen, waaronder een tanker en drie soorten vrachtschepen, die allemaal door stoomturbines zouden worden aangedreven. Echter door de beperkte industriële capaciteit, vooral voor de productie van stoomturbines, werden er maar weinig van deze schepen gebouwd.

## Ocean-klasse
In 1940 bestelde de Britse regering 60 stoomschepen bij Amerikaanse scheepswerven om oorlogsverliezen te compenseren en de koopvaardijvloot te vergroten. Deze schepen uit de Ocean-klasse waren eenvoudig maar voor die tijd behoorlijk groot, met een met kolen gestookte stoommachine van 2.500 pk. Deze machine was van een verouderd maar betrouwbaar ontwerp. Er werd gekozen voor een met kolen gestookte installatie omdat Groot-Brittannië wel over kolenmijnen beschikte, maar geen eigen olievelden had. Het nieuwe ontwerp had een waterverplaatsing van 10.100 ton. De bemanningsverblijven, brug en stoommachine van deze schepen bevonden zich midscheeps, met een lange schroefastunnel naar de voortstuwingsschroef. Het eerste schip in de Ocean-klasse, de Ocean Vanguard, liep op 16 augustus 1941 van stapel.

## Libertyklasse

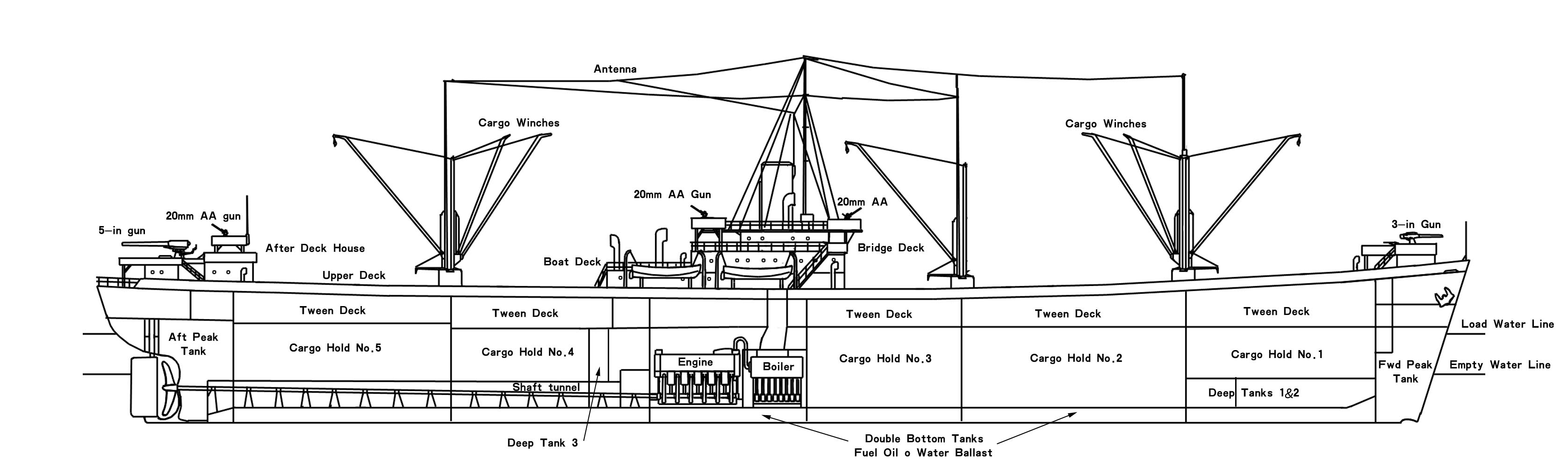
Bouwplan Libertyschip

Het ontwerp van de Ocean-klasse werd al snel aangepast door de United States Maritime Commission om het in overeenstemming te brengen met de Amerikaanse bouwmethodes en om de schepen nog sneller en goedkoper te kunnen bouwen. Door in het nieuwe ontwerp klinknagels te vervangen door lassen kon sterk op de kosten worden bespaard, omdat met klinken een derde van de arbeidskosten gemoeid was. De schepen hadden een lengte van 135 meter en waren 17,3 meter breed. Een met stookolie gestookte compound-stoommachine van 2500 pk maakte een snelheid van 11-11,5 knopen mogelijk. Er waren vijf ruimen, waarvan drie vóór de machinekamer en twee erachter. De ruimen boden voldoende capaciteit om de lading van 300 spoorwagons op te nemen. Laadbomen maakten het mogelijk de schepen te laden en te lossen zonder hulp van faciliteiten aan de wal.
De bouwopdracht werd gegeven aan een conglomeraat van aannemers aan de westkust van de Verenigde Staten dat bekendstond als de Six Companies. Op 27 maart 1941 werd het aantal te bouwen Lend-Lease Act schepen verhoogd tot 200 volgens de Defense Aid Supplemental Appropriations Act. In april werd dit aantal verder verhoogd tot 306, waarvan 117 libertyschepen zouden zijn.
De schepen hadden aanvankelijk een slecht imago door hun vormgeving. In een toespraak waarin hij het noodprogramma voor de scheepsbouw aankondigde, had president Roosevelt het schip "a dreadful looking object" genoemd, en TIME Magazine noemde het een "Ugly Duckling": een lelijk eendje. In een poging de publieke opinie bij te stellen, werd 27 september 1941 uitgeroepen tot Liberty Fleet Day en werden de eerste 14 "noodschepen" die dag te water gelaten. Eerste daarvan was het SS Patrick Henry, te water gelaten door president Roosevelt. In een opmerking tijdens de tewaterlating citeerde Roosevelt Patrick Henry's toespraak uit 1775, die eindigde met

Give me liberty or give me death!

Roosevelt merkte op dat de nieuwe klasse schepen de vrijheid (liberty) naar Europa zou brengen.
De schepen werden meestal genoemd naar beroemde Amerikanen, begonnen werd met de ondertekenaars van de Amerikaanse Onafhankelijkheidsverklaring. Daarnaast kon iedere groep die voor $2 miljoen aan war bonds (oorlogsobligaties) wist te verkopen een naam voorstellen. De meeste schepen werden naar overleden personen vernoemd.
De schepen die klaar waren voor gebruik werden afgeleverd aan de United States Maritime Commission. Scheepsagenten namen de schepen over en zorgden voor de dagelijks gang van zaken, zoals het laden en lossen van de schepen, brandstof, proviand, bemanning, en toestemming van de autoriteiten om havens aan te doen. In totaal werden door de commissie 84 agenten ingeschakeld voor de groeiende koopvaardijvloot. De scheepsagent bracht zijn kosten in rekening bij de overheid en kreeg verder een vast bedrag per schip onder zijn beheer als vergoeding van algemene kosten en winst.
Ook verschillende olietankers werden in massa geproduceerd, waarvan de T2-tanker met 490 exemplaren gebouwd tussen 1942 en eind 1945, het meest talrijk was.

## Productie

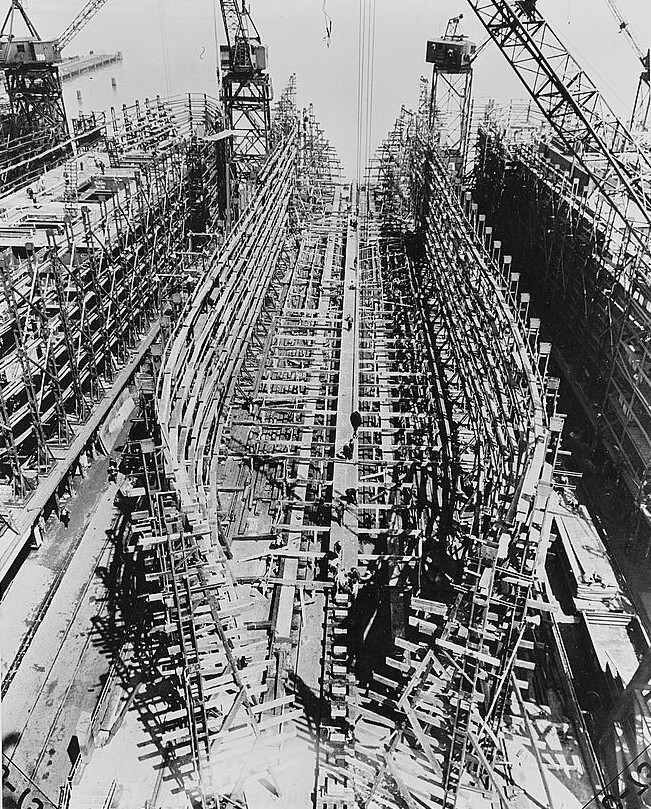
Dag 2, leggen van de kielplaten

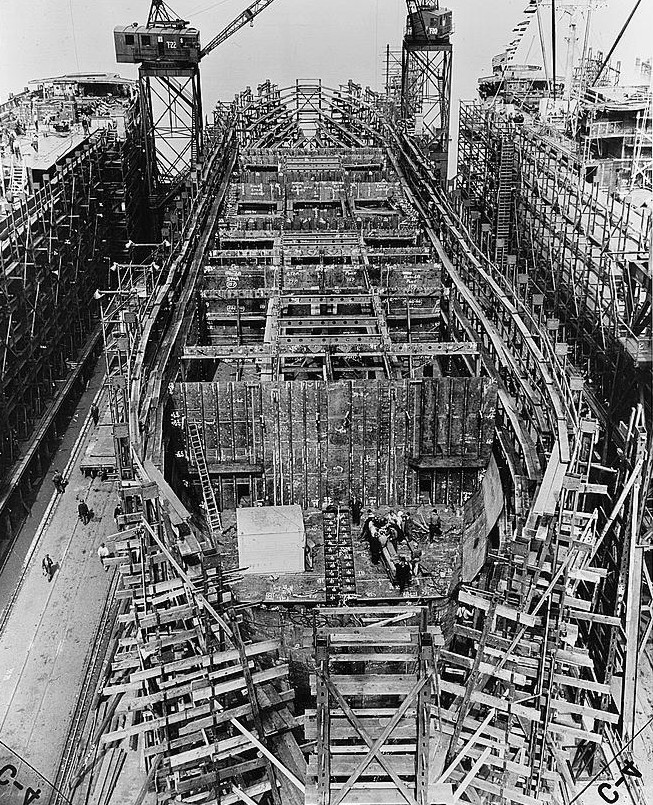
Dag 6, spanten en zijwanden zijn gereed

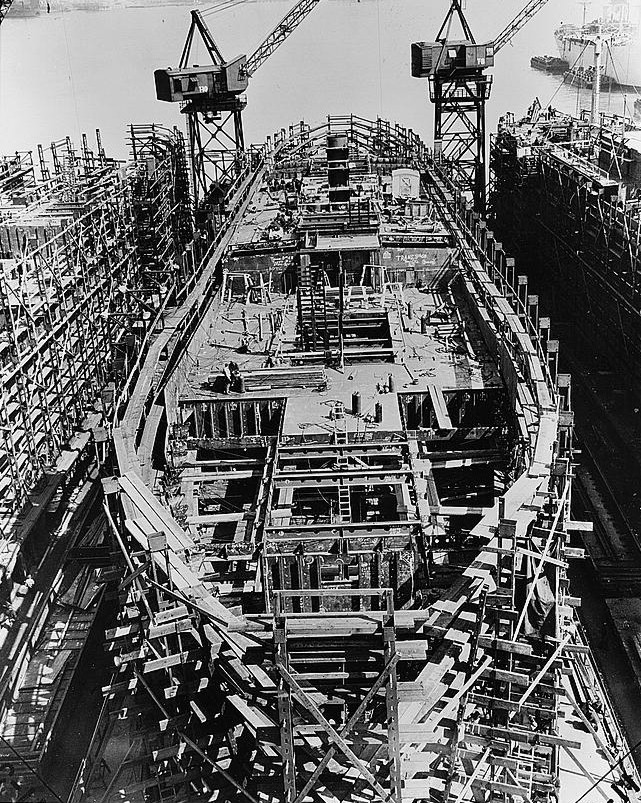
Dag 10, onderste dek is af en aan het tweede dek wordt gewerkt

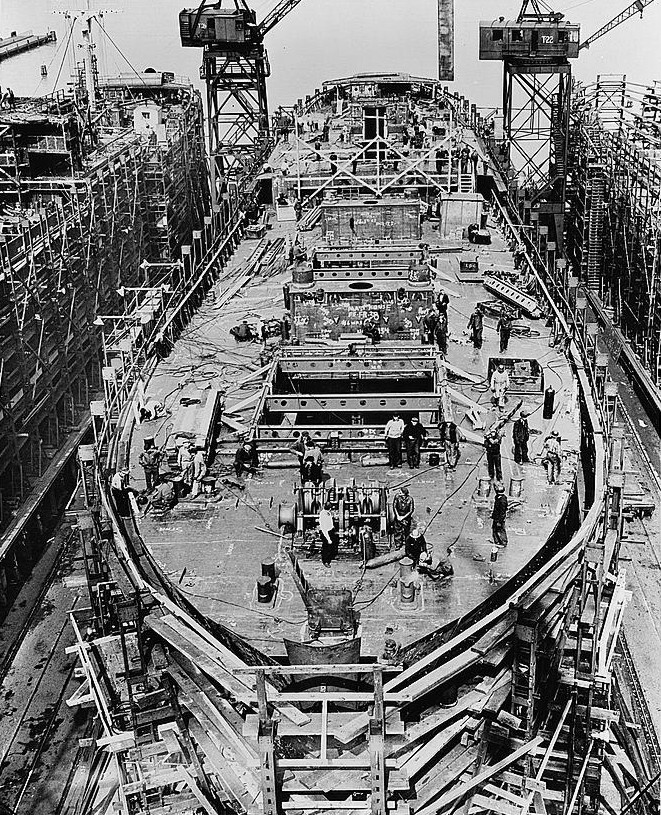
Dag 14, bovenste dek is gereed

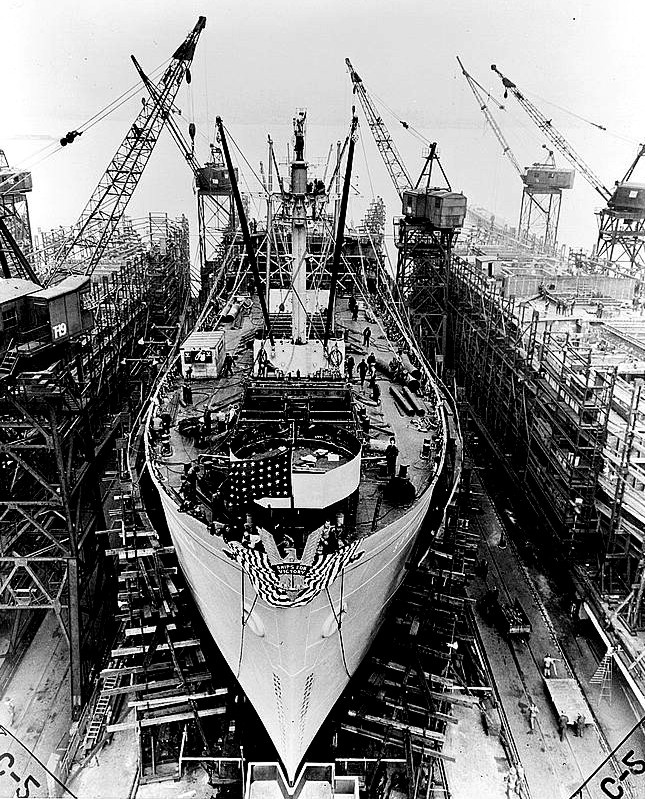
Dag 24, schip gereed voor tewaterlating

Voor de productie van de libertyschepen werden 17 werven gebruikt. Sommige van deze werden speciaal voor dit doel aangelegd. Van deze werven werden er zeven beheerd door ervaren scheepsbouwers, zes door de Six Companies, een nieuwkomer met veel ervaring in de industriële bouw, en vier door ondernemers die nooit eerder schepen hadden gebouwd.
Belangrijke werven die veel libertyschepen hebben gebouwd zijn:
- Bethlehem Fairfield Shipyard, Baltimore, Maryland

385 schepen
- California Shipbuilding Corporation (Calship), Los Angeles, Californië

306 schepen; gemiddelde prijs van 1.858.000 dollar en 30 libertytankers
- Delta Shipbuilding Company, New Orleans, Louisiana

132 schepen, 32 libertytankers en 24 libertybulkschepen voor het vervoer van steenkool
- New England Shipbuilding Corporation, twee werven: Oost en West, Portland, Maine

236 schepen; gemiddelde prijs van 1.892.000 dollar en acht libertyschepen voor het vervoer van vliegtuigen in kratten
- North Carolina Shipbuilding Company, Wilmington (North Carolina), North Carolina

126 schepen; gemiddelde prijs van 1.543.600 dollar
- Oregon Shipbuilding Corporation, Portland, Oregon

322 schepen tegen een gemiddelde prijs van 1.643.000 dollar
- Permanente Metals Shipyard No 1, Richmond, Californië

138 schepen; gemiddelde prijs van 1.875.300 dollar
- St Johns River Shipbuilding, Jacksonville, Florida

82 schepen; gemiddelde prijs 2,1 miljoen dollar
- Southeastern Shipbuilding Corporation, Savannah, Georgia

88 schepen; gemiddelde prijs 2 miljoen dollar
- Todd Houston Shipbuilding Corporation, Houston, Texas

208 schepen; gemiddelde prijs 1.833.400 dollar
Aanvankelijk waren er 230 dagen nodig om een libertyschip te bouwen (244 dagen voor de Patrick Henry), maar het gemiddelde daalde uiteindelijk naar 42 dagen. Het record werd gevestigd met de bouw van de Robert E. Peary, die 4 dagen en 15 1/2 uur na het leggen van de kiel te water gelaten werd. Dit was echter vooral een publiciteitsstunt van industrieel en scheepsbouwer Henry J. Kaiser en werd niet meer herhaald. De schepen werden grotendeels volgens de methode van de lopende band uit geprefabriceerde delen. In 1943 werden er dagelijks drie nieuwe libertyschepen voltooid.
De eerste libertyschepen hadden last van scheuren in de romp en het dek, en enkele gingen op zee verloren als gevolg van deze gebreken. Gedurende de Tweede Wereldoorlog waren er bijna 1500 gevallen van ernstige brosse breuken. Twaalf schepen, waaronder drie libertyschepen, braken onverwacht in tweeën. De oorzaak werd gezocht bij de scheepswerven, waar de schepen met grote haast waren gebouwd, vaak door onervaren werklieden en met gebruikmaking van nieuwe lastechnieken. Later werd echter aangetoond dat de breuken het gevolg waren van de eigenschappen van het gebruikte staal. De schepen waren vaak zwaar overbeladen en een aantal problemen ontstond tijdens of na zware stormen die ieder ander schip ook in gevaar zouden hebben gebracht. Het victory-schip, de opvolger van het libertyschip, was sterker en minder stijf, zodat het minder last had van metaalmoeheid.

## Inzet tijdens de oorlog
Een opmerkelijk libertyschip was de SS Stephen Hopkins, dat in september 1942 de veel zwaarder bewapende Duitse hulpkruiser Stier tot zinken bracht. De Stier was bewapend met zes 15 cm-kanonnen en twee torpedobuizen; de Stephen Hopkins had één 4 inch kanon, twee 37 mm-kanonnen en een aantal machinegeweren aan boord. Ook de Stephen Hopkins is gezonken als gevolg van deze confrontatie, maar was wel het eerste Amerikaanse schip dat een Duits oorlogsschip tot zinken bracht.
Eveneens opmerkelijk, zij het in minder positieve zin, is het SS Richard Montgomery: het wrak van dit schip ligt voor de kust van Kent (Engeland) met 1.500 ton explosieven aan boord, genoeg om de kracht van een kleine atoombom te evenaren, mochten ze ooit afgaan.
Het SS Jean Nicolet was eveneens een onfortuinlijk libertyschip, dat in juli 1944 getorpedeerd werd in de Indische Oceaan door de Japanse onderzeeboot I-8 en de beruchte korvettenkapitein Ariizumi. Het schip zonk, maar alle 99 opvarenden bereikten veilig de reddingsboten. De Japanners gingen aan boord van de reddingsboten wreed te keer en uiteindelijk waren er slechts 23 overlevenden.

## Na de oorlog
Ruim 2.400 Libertyschepen doorstonden de oorlog en 835 daarvan maakten deel uit van de naoorlogse koopvaardijvloot. Er was een grote behoefte aan scheepsruimte en in januari 1951 waren 130 Libertyschepen verkocht aan Amerikaanse rederijen en vele honderden aan buitenlandse reders. De rest was in reserve gehouden door de Amerikaanse regering en werd ingezet tijdens conflicten zoals de Koreaanse Oorlog. Begin jaren 60 nam de Amerikaanse regering het besluit de mottenballenvloot van libertyschepen te verminderen. In 1963 waren op deze wijze al 543 schepen verkocht, meestal voor de sloop. Medio jaren 60 namen de ongevallen met libertyschepen toe. Amerikaanse en Britse verzekeraars besloten de verzekeringspremies voor de Liberty- en andere schepen gebouwd in de oorlog te verhogen om de schade te dekken. Dit was voor veel reders aanleiding om deze schepen uit de vaart te halen. In mei 1970 bestond de Amerikaanse reserve uit, onder andere, 469 Libertyschepen; twee jaar later waren er hiervan alweer 250 gesloopt. Tegenwoordig zijn er nog slechts twee Libertyschepen operationeel: het SS John W. Brown en de SS Jeremiah O'Brien. Beide zijn museumschepen en varen nog regelmatig uit. Het SS Albert M. Boe ligt als Star of Kodiak in de haven van Kodiak, Alaska.